# Cornelia Klier
Cornelia Klier (n. 19 martie 1957, Dorfilm⁠(d), Turingia, Germania) este o sportivă ce a reprezentat Republica Democrată Germană, medaliată olimpică. A participat la o ediție a Jocurilor Olimpice (1980) în care a câștigat o medalie de aur.

## Participări
Lista de mai jos prezintă principalele competiții la care a participat Cornelia Klier de-a lungul carierei.
- rowing at the 1980 Summer Olympics – women's coxless pair[*][5]